# 圆蛛蟹
圆蛛蟹（学名：Cyclax suborbicularis）为蜘蛛蟹科圆蛛蟹属的动物。分布于日本南部、夏威夷、斐济群岛北部、澳大利亚北部、印度、红海及桑给巴尔以及中国大陆的海南岛等地，生活环境为海水，常生活于珊瑚礁浅水中。